# Тъмносива завирушка
Тъмносивата завирушка (Prunella immaculata) е вид птица от семейство Завирушкови (Prunellidae).

## Разпространение и местообитание
Разпространен е в Бутан, Индия, Китай, Мианмар и Непал.